# Otokar Fischer
Pour les articles homonymes, voir Fischer.
Otokar Fischer, né à Kolín, à l'époque dans le royaume de Bohême et actuellement en Tchéquie, le 20 mai 1883 et mort à Prague le 12 mars 1938, est un traducteur, dramaturge, poète et critique littéraire tchécoslovaque.
Il utilise parfois le pseudonyme Otakar Skála. 

## Biographie
Otokar Fischer naît dans une famille juive à Kolín, ville du royaume de Bohême.
Fischer appartient à la génération pragmatique de 1914. Il poursuit des études romanes, étudie l'allemand et la littérature comparée à la faculté des lettres de l'université Charles à Prague, notamment chez August Sauer (en), et à Berlin. Il est professeur à l'Université Charles, où il est également nommé doyen en 1933.
Il est dramaturge de production au Théâtre national à Prague (Národní divadlo) et, plus tard, directeur de ce théâtre. 
Il réalise de nouvelles traductions, depuis le français de Molière, de François Villon et d'André Spire, depuis l'anglais de Rudyard Kipling, de Shakespeare et de Christopher Marlowe, depuis l'allemand d'Heinrich Heine, d'Hugo von Hofmannsthal, d'Angelus Silesius, de Wedekind, depuis le flamand d'August Vermeylen, et d'autres encore. Son œuvre la plus importante reste la traduction du Faust de Goethe — toujours considérée comme la meilleure version de cette œuvre classique — suivie de Ainsi parlait Zarathoustra (Also sprach Zarathustra) de Nietzsche ou encore des poèmes de Villon. Il rédige aussi des critiques de théâtre pour les magazines Národní listy (en), Scéna et Právo lidu (cs).  
Il est professeur à l'université Charles de Prague.
Otokar Fischer meurt d'une crise cardiaque le 12 mars 1938 à Prague, au théâtre, quand il apprend que les troupes d'Hitler ont envahi l'Autriche, lors de l'Anschluss.

### Vie privée
Avec sa troisième épouse, l'artiste-peintre Vlasta Vostřebalová-Fischerová (cs), née à Boskowitz, (1898-1963), il a un fils, le critique littéraire, journaliste et traducteur Jan Otakar Fischer (de) (1923-1992).

Otokar Fischer
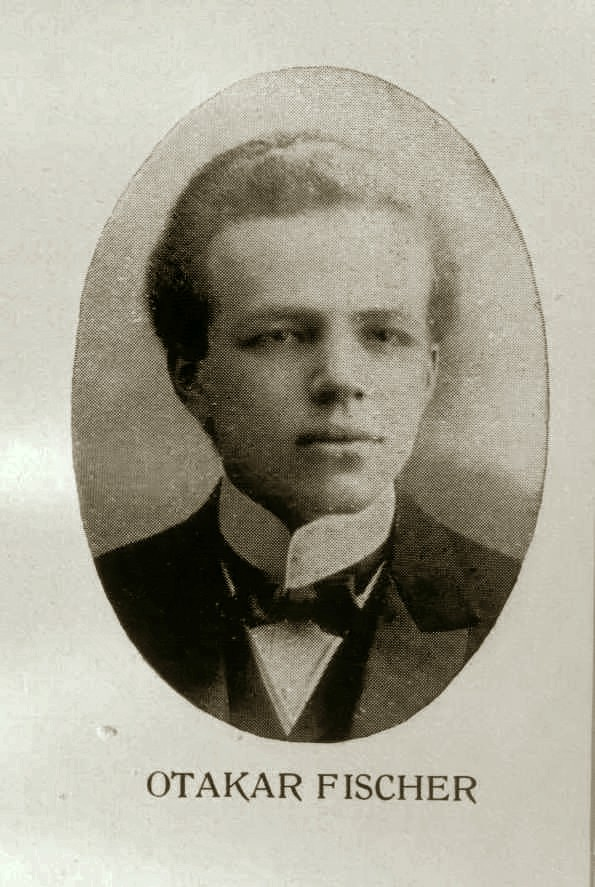
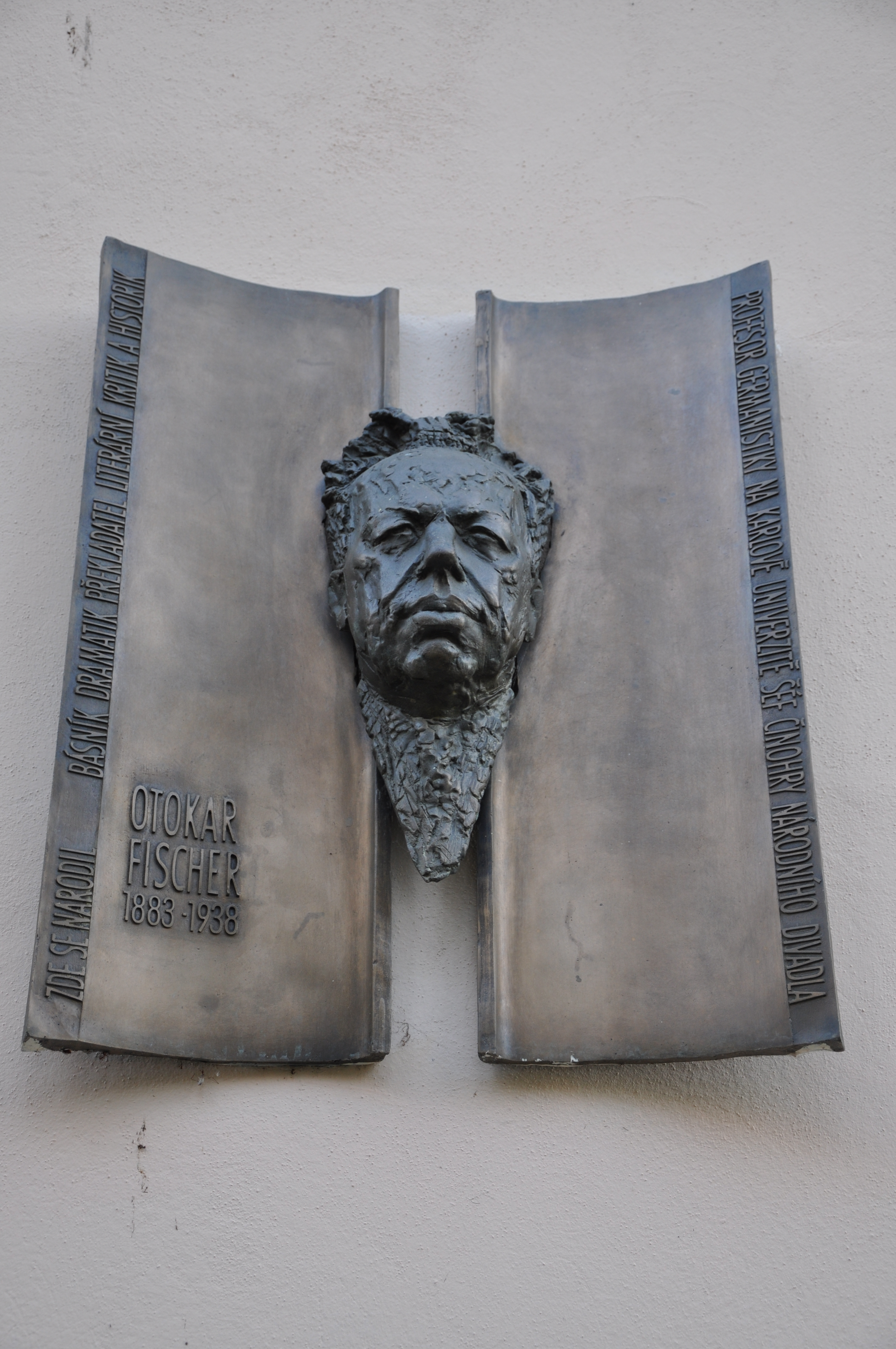
Plaque commémorative à Kolín.